# Scrancia subscrancia
Scrancia subscrancia är en fjärilsart som beskrevs av Sergius G. Kiriakoff 1970. Scrancia subscrancia ingår i släktet Scrancia och familjen tandspinnare. Inga underarter finns listade.